# Arrivo degli ambasciatori inglesi alla corte del re di Bretagna
L'Arrivo degli ambasciatori inglesi alla corte del re di Bretagna è un telero (olio su tela, 275×589 cm) di Vittore Carpaccio, databile al 1495 circa e conservato nelle Gallerie dell'Accademia di Venezia. Si tratta del settimo episodio dipinto per le Storie di sant'Orsola, già nella Scuola di Sant'Orsola a Venezia, ma dal punto di vista dello sviluppo del racconto è il primo. 

## Descrizione

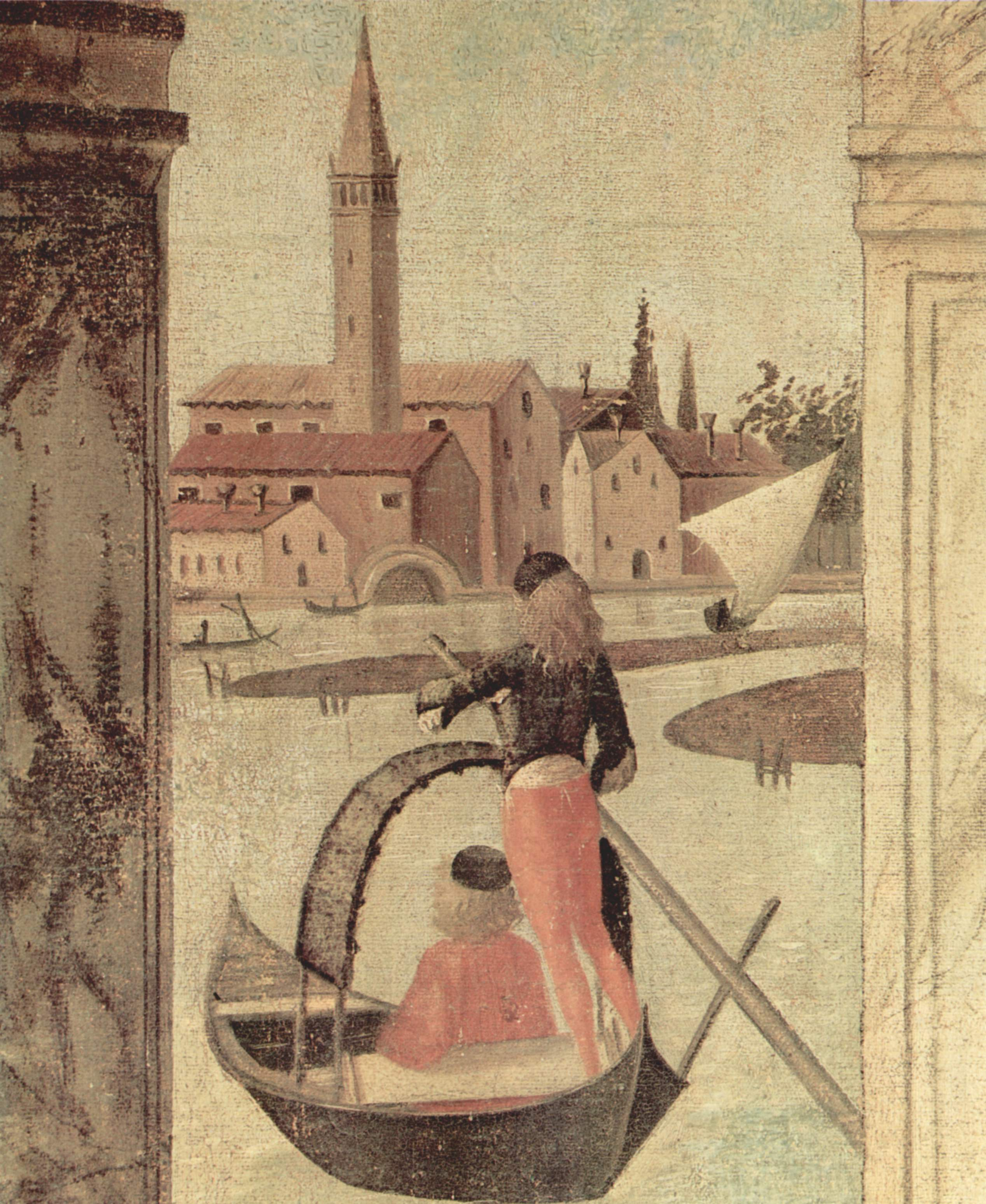
Dettaglio dello sfondo

Secondo la fonte agiografica, ripresa appunto da Carpaccio, la cristiana Orsola, figlia del re di Bretagna, accettò di sposare Ereo, principe pagano d'Inghilterra, a patto che questi si convertisse e andasse con lei in pellegrinaggio a Roma. La scena mostra gli ambasciatori inglesi che arrivano in Bretagna per conto di Ereo: si tratta della prima delle tre Ambascerie, in genere identificate come le ultime opere della serie, insieme al Commiato e al Ritorno. 

### Architettura
La scena è divisa dall'architettura dipinta in tre parti e si configura come una specie di palcoscenico diviso in vari momenti. L'architettura è così composta: a sinistra un portico con archi a tutto sesto su pilastri e colonne in marmo colorati, al centro un'aula aperta con un grande Sol invictus sul soffitto e dettagli anticheggianti come i profili di imperatori entro medaglioni, e a destra l'interno di una stanza a cui si accede da una scaletta che scavalca un canale. Tra la loggia e l'aula si trova una colonna in marmo screziato poggiata su una fantasiosa base a candelabra con motivi araldici, che ricorda l'estro della scuola ferrarese.

### Parte sinistra
A sinistra, sullo sfondo di una città lagunare, si vede il corteo degli ambasciatori che è arrivato, mentre alcuni giovani veneziani, appartenenti alla Compagnia della Calza (incaricata di organizzare feste e spettacoli in occasione del Carnevale o di feste solenni), si atteggiano indifferenti dell'avvenimento, nei loro ricchi abiti con i simboli del loro prestigio ben in vista, come il falcone. 
Sempre a sinistra, in primo piano sotto una loggia, si apre una veduta marina con un galeone. 
L'uomo vestito con una toga rossa oltre la ringhiera è probabilmente Pietro Loredan e i gentiluomini in primo piano i suoi figli, anche se alcuni hanno ipotizzato che l'uomo in toga sia l'autoritratto dell'artista. La sua presenza fuori dal proscenio sembra funzionale a richiamare l'attenzione dello spettatore, come la figura del festaiolo o didascalos, cioè il narratore che nel teatro rinascimentale presentava e commentava le rappresentazioni. Analogo ruolo pare avere il fanciullo con la berretta piumata in primissimo piano, che guarda verso lo spettatore.

### Parte centrale

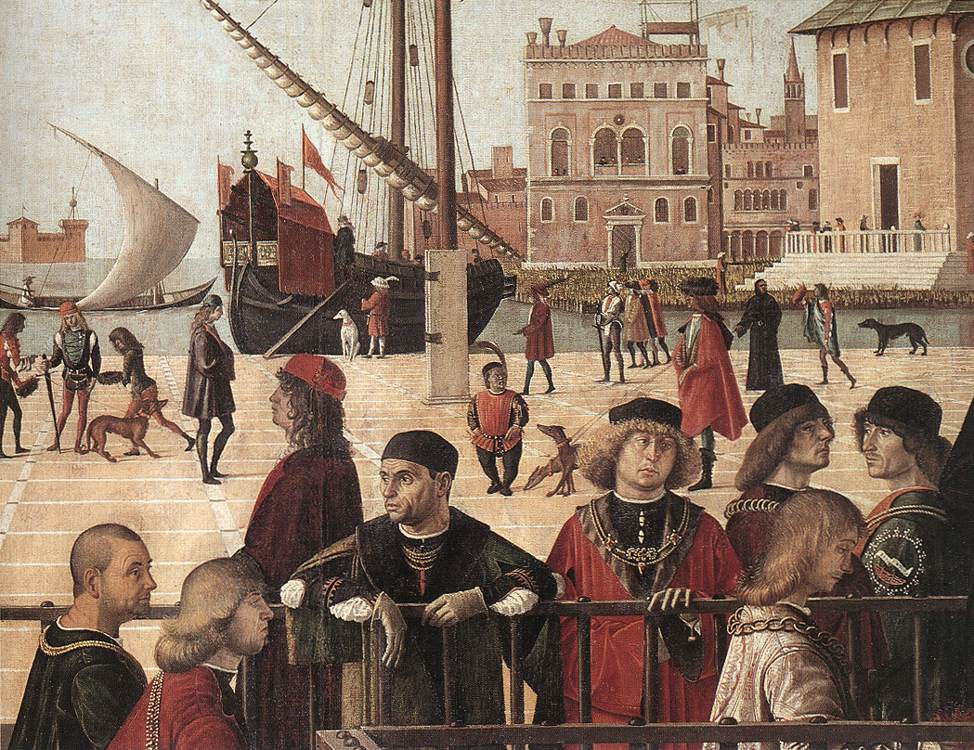
Dettaglio con la parte centrale

Al centro gli ambasciatori si inginocchiano via via che entrano nella sala del trono al cospetto del sovrano bretone Mauro e il primo di loro gli porge il documento redatto su ordine di Ereo. Le pose e i gesti di deferenza rimandano al rigido cerimoniale delle pubbliche udienze del Doge di Venezia, assiso di solito, proprio come re Mauro, tra i suoi consiglieri. La tribuna reale è appoggiata a una parete obliqua coperta di cuoi lavorati. 
Straordinaria è la resa della piazza che fa da sfondo a questa scena, con un canale oltre il quale si staglia un edificio a pianta centrale, una rivisitazione della Torre dell'Orologio e altri palazzi nel tipico stile veneziano. I riflessi degli edifici colorati tingono gli specchi d'acqua.

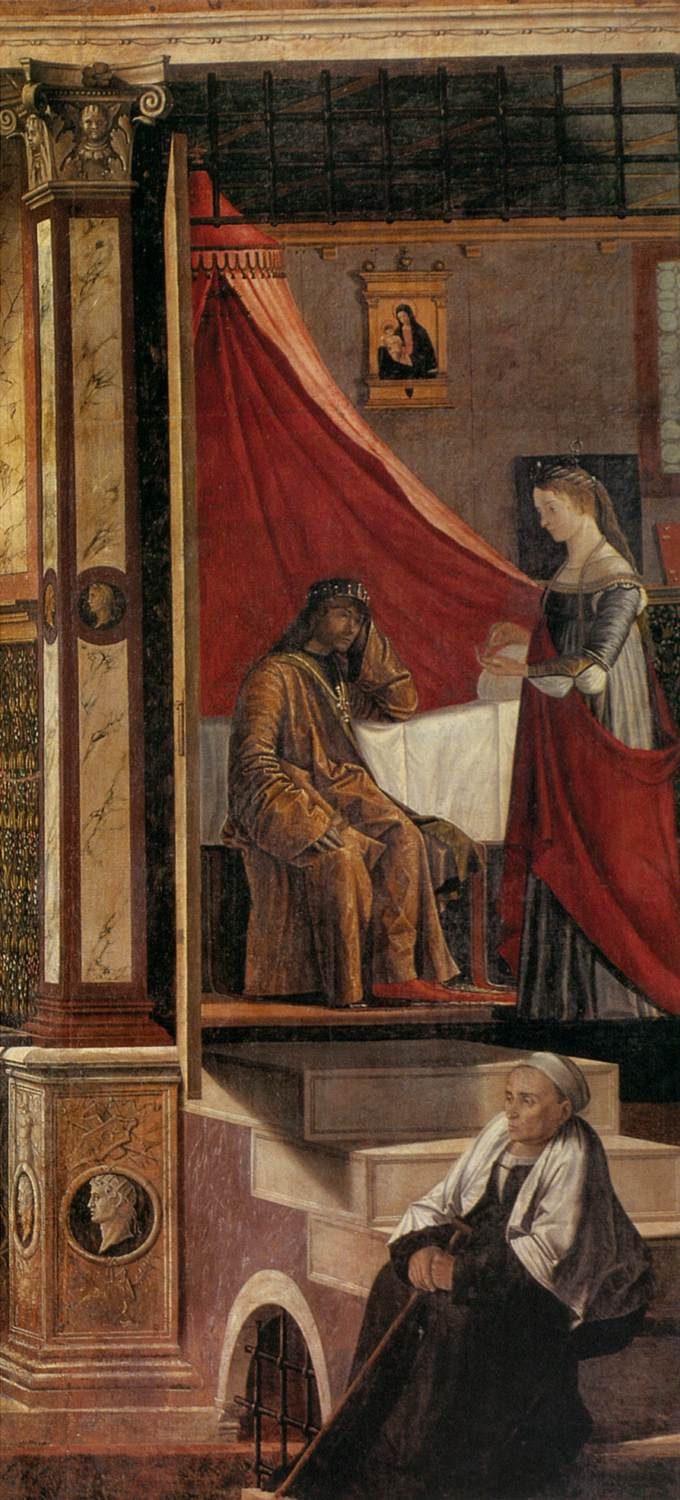
Dettaglio della parte destra

### Parte destra
A destra, in una camera privata, il sovrano, una volta dimesso ogni regale sussiego, ascolta pensieroso la figlia, che sta enumerando le proprie condizioni per il matrimonio: conversione dello sposo al Cristianesimo nel giro di tre anni, necessari alla sua istruzione dottrinale durante i quali ella sarebbe rimasta vergine, e pellegrinaggio, con lui, a Roma per incontrare il papa, assistita da dieci vergini a loro volta seguite da mille vergini ciascuna, più mille per lei stessa. Nella stanza, così intimamente domestica a differenza della sala di rappresentanza, si notano il tipico letto a cassettoni, con tanto di sedili laterali e baldacchino, le finestre con i vetri rotondi piombati e una piccola immagine della Madonna col bambino per la devozione privata. 
Una donna anziana - una nutrice - sta seduta sui gradini, assorta nei propri pensieri, forse presagendo la tragica sorte di Orsola. Il suo ruolo è, anche in questo caso, quello di richiamare l'attenzione sulla scena che si svolge alle sue spalle. Questa figura fu così ammirata da Tiziano che la copiò, aggiornandola in una venditrice d'uova, nella Presentazione della Vergine al Tempio per la Sala dell'Albergo della Scuola Grande di Santa Maria della Carità (1536-1538).

## Stile
L'amplissima composizione è impostata in modo da far scorrere nel modo più naturale i vari momenti della storia, cadenzati con un ritmo ben ordito, che si rifà all'esempio della manifestazioni teatrali e delle cerimonie religiose e civili della Repubblica di Venezia. Impossibile sarebbe immaginare un'orchestrazione tanto ampia senza l'unificazione garantita dalla prospettiva e della luce dorata, che permea il dipinto vibrando liberamente su tutti i dettagli e generando quella particolare atmosfera in cui sembra che l'aria circoli liberamente. Nella cerimonia diplomatica la luce spiove intensamente da sinistra, generando ombre nette.